# Женщина, пушка и лапша
«Женщина, пушка и лапша» или «Простая история лапши» (кит. 三枪拍案惊奇) — «чёрная» кинокомедия китайского режиссёра Чжан Имоу, снятая по мотивам дебютного фильма братьев Коэнов «Просто кровь» в 2009 году. Премьера состоялась в рамках конкурсной программы 60-го Берлинского кинофестиваля.

## Сюжет
В фильме рассказывается история о богатом обманутом муже, который, уличив молодую жену в измене, нанимает киллера для убийства любовников. Но обманутый муж не знал, что его супруга купила себе пистолет. Действие фильма происходит в забегаловке, торгующей лапшой в пустыне недалеко от Великой китайской стены. При этом процесс приготовления лапши подан в фильме как цирковая эквилибристика.

## В ролях
- Сунь Хунлэй — Чжан
- Янь Ни[англ.] — жена Вана
- Сяо Шэньян — Ли
- Ни Дахун — Ван
- Чэн Е — Чжао
- Мао Мао — Чэнь
- Чжао Бэншань — капитан
- Жюльен Годфруа — персидский торговец